# Култай-Каран
Култай-Каран (баш. Ҡолтай-Ҡаран) — деревня в Миякинском районе Республики Башкортостан Российской Федерации. Входит в состав Богдановского сельсовета.

## География

### Географическое положение
Находится на правом берегу реки Дёмы.
Расстояние до:
- районного центра (Киргиз-Мияки): 31 км,
- центра сельсовета (Богданово): 10 км,
- ближайшей ж/д станции (Аксёново): 50 км.

## Топоним
Прежние названия Верхний Тамьян, Тамьян-Култай-Каран.

## История
До 1956 года шежере рода Шагали Шакмана хранилось у жителя деревни Култай – Каран С.А. Янышева, который продолжал вести записи. В 1956 году член этнографической экспедиции Тагир Баишев увез его в Уфу. Перепечатав на машинке, он прислал копию шежере в сельский Совет. В настоящее время его увеличенная копия хранится в кабинете истории Тамьян – Таймассовской школы.
В 1964 году С. А. Галиным от Асмандияра Янышева в деревне Култай-Каран впервые была записана народная песня «Хан кызы» (Дочь Хана).

## Население
| 2002 | 2009 | 2010 |
| ---- | ---- | ---- |
| 251  | ↘226 | ↘204 |

### Национальный состав
Согласно переписи 2002 года, преобладающая национальность — башкиры (98 %).